# Carapus
Carapus – rodzaj morskich ryb z rodziny karapowatych (Carapidae).

## Występowanie
Morze Śródziemne, Atlantyk, Indo-Pacyfik i Pacyfik.

## Klasyfikacja
Gatunki zaliczane do tego rodzaju:

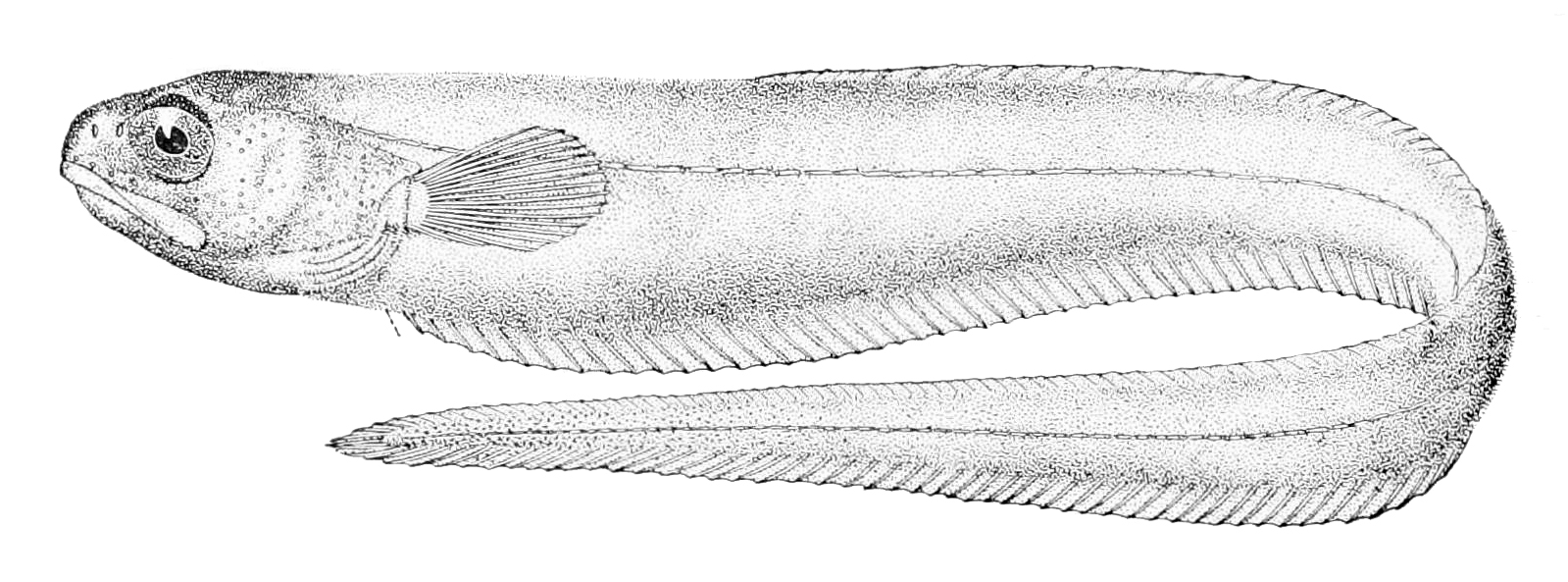
Carapus acus – karap europejski[3], karap śródziemnomorski[4], karap[5], fierasfer[5], fierasfer śródziemnomorski
- Carapus bermudensis – karap bermudzki[5]
- Carapus dubius
- Carapus mourlani
- Carapus sluiteri

- Carapus dubius